# 菊綿蚜
菊綿蚜（学名：Pemphigus betae）为綿癭蚜科白楊綿蚜屬下的一个种。